# Henri Pons de Thiard de Bissy
Henri Pons de Thiard de Bissy (Pierre-de-Bresse, 25 de maio de 1657 - Paris, 26 de julho de 1737) foi um cardeal do século XVIII

## Biografia
Nasceu em Pierre-de-Bresse em 25 de maio de 1657, Pierre-de-Bresse, Saône-et-Loire, França. Filho de Claude de Thiard, conde de Bissy, e Eleonore de Neuchèze. Ele também está listado como Errico de' Conti di Thiard di Bissy; e seu sobrenome como Thyard. Ele foi chamado de Cardeal de Bissy.
Estudou na escola jesuíta de Godrans, Dijon; obteve uma licenciatura na Universidade La Sorbonne , Paris; mais tarde, em 1685, obteve o doutorado em teologia na mesma universidade.
Ordenado (nenhuma informação encontrada). Abade comendatario do mosteiro beneditino de Noaillé, diocese de Poitiers, 1669. Vigário capitular da diocese de Toul, 1687-1692. Nomeado bispo de Touls pelo rei Luís XIV da França em 29 de março de 1687; as diferenças entre o monarca e o papa atrasaram a emissão das bulas e sua eleição por cinco anos.
Eleito bispo de Toul, 10 de março de 1692. Consagrada, igreja das Missões Étrangères , Paris, 24 de agosto de 1692, por Hardouin Fortin de la Hoguette, arcebispo de Sens, auxiliado por Louis de Thomassin, bispo de Sisteron, e por Armand de Chalucet, bispo de Toulon. Ele celebrou um sínodo diocesano em Toul. Abade commendatario de Trois-Fontaines, diocese de Châlons-sur-Marne. Recusou a nomeação para a sé metropolitana de Bordéus, em 1698. Participou no protesto contra os éditos do duque Leopoldo I de Lorena, considerados contrários à jurisdição e autoridade da Igreja. Transferido para a sé de Meaux em 9 de fevereiro de 1705. Participou da Assemblée Extraordinaire du Clergé de France, 1713-1714. Em 1713, publicou o Missal do Bispo Jacques-Bénigne Bossuet, seu predecessor na Sé, que ele havia emendado, e o Breviário. Abade de Saint-Germain-des-Près, 1714.
Criado cardeal sacerdote no consistório de 29 de maio de 1715. Com o breve apostólico de 5 de junho de 1715, o papa lhe enviou o barrete vermelho. Em 1719, publicou vários documentos contra aqueles que apelaram ao futuro concílio da constituição papal Unigenitus Dei Filius . Participou do conclave de 1721 , que elegeu o Papa Inocêncio XIII. Recebeu o chapéu vermelho e o título de Ss. Quirico e Giulitta, 16 de junho de 1721. Esteve presente na consagração do rei da França Luís XV em 25 de outubro de 1722, na catedral de Reims. Em 1724, ele publicou os decretos de seu antecessor, bem como alguns dos que havia emitido. Comendador da Ordem de Saint-Esprit, 1724. Mandou construir um novo e suntuoso altar na catedral, renovou a cátedra episcopal e consertou e aumentou as igrejas paroquiais da diocese. Participou do conclave de 1724 , que elegeu o Papa Bento XIII. Presidiu uma assembléia de bispos franceses reunidos no palácio de Saint-Germain-des-Près, em Paris, para proscrever erros relativos ao sacrifício da Missa, à Eucaristia, à autoridade da Igreja e ao primado do Romano Pontífice; os decretos foram posteriormente confirmados em suas respectivas dioceses por muitos bispos franceses. Participou do conclave de 1730, que elegeu o Papa Clemente XII. Optou pelo título de S. Bernardo alle Terme, 14 de agosto de 1730. Comissário apostólico para a reforma da Ordem de São Bento de Cluny, 24 de agosto de 1730. Em 1731 foi publicada a história da sé de Meaux, escrita por Tussano de Plessis, OSB, que o cardeal havia solicitado. Ele designou um aluguel perpétuo de 7.500 liras para ajudar os pobres e sustentar os ministros do Santuário. O cardeal também atribuiu um aluguel anual de 50.000 liras ao Seminário de Saint-Sulpice para o sustento dos clérigos pobres de sua abadia de Saint-Germain-des-Près; ele também estabeleceu um aluguel anual de 10.000 lirasem favor da paróquia de Saint-Sulpice para o sustento dos padres, dos pobres e das crianças que precisavam de instrução. Ele contribuiu com uma soma considerável para a fundação do Seminário de Saint-Esprit , no subúrbio de Saint-Marcel, Paris; ele também deixou um aluguel perpétuo para alimentar cinco de seus clérigos pobres. Dirigiu o partido antijansenista e defendeu a constituição apostólica Unigenitus Dei Filius , promulgada pelo Papa Clemente XI em 1713 contra o jansenismo; publicou Traité Théologique sur la Constitution Unigenitus , em dois volumes. Outra de suas obras publicadas foram as Instructions Pastorales . Ele era um confidente do rei Luís XIV da França e escreveu o testamento do monarca e deu-lhe a unção dos enfermos antes de sua morte.
Morreu em Paris em 26 de julho de 1737, Saint-Germain-des-Près. Exposto e enterrado na catedral de Meaux, ao lado do bispo Jacques-Bénigne Bossuet, no túmulo que ele construiu para os bispos da diocese.